# Episodi di Wrecked (prima stagione)
La prima stagione della serie televisiva Wrecked, composta da 10 episodi, è stata trasmessa dal 14 giugno al 2 agosto 2016 dalla rete televisiva statunitense TBS.
In Italia, la stagione va in onda in prima visione assoluta dal 21 settembre 2017 sul canale Joi di Mediaset Premium.
| nº | Titolo originale                 | Titolo italiano         | Prima TV USA   | Prima TV Italia   |
| -- | -------------------------------- | ----------------------- | -------------- | ----------------- |
| 1  | All Is Not Lost                  | La situazione precipita | 14 giugno 2016 | 21 settembre 2017 |
| 2  | Rest in Peace, Callaway Hinkle   | Funerale di fuoco       | 14 giugno 2016 | 21 settembre 2017 |
| 3  | Always Meant to See That         | La valigia misteriosa   | 21 giugno 2016 | 28 settembre 2017 |
| 4  | The Community Pile               | Le scorte comuni        | 28 giugno 2016 | 28 settembre 2017 |
| 5  | Tubthumping                      | La legge dell'isola     | 5 luglio 2016  | 5 ottobre 2017    |
| 6  | The Phantom                      | Apparizioni             | 12 luglio 2016 | 5 ottobre 2017    |
| 7  | The Trial                        | Il processo             | 19 luglio 2016 | 12 ottobre 2017   |
| 8  | The Adventures of Beth and Lamar | La grande fuga          | 26 luglio 2016 | 12 ottobre 2017   |
| 9  | Javier and the Gang              | Salviamo l'isola        | 2 agosto 2016  | 19 ottobre 2017   |
| 10 | Cop Tricks                       | La salvezza è vicina    | 2 agosto 2016  | 19 ottobre 2017   |